# Ambystoma opacum
Ambystoma opacum é uma espécie de anfíbio caudado pertencente à família Ambystomatidae. Endêmica dos Estados Unidos da América.

## Descrição
A salamandra marmorizada é uma salamandra robusta com faixas pretas e brancas. Exibe dimorfismo sexual com faixas nas fêmeas tendendo a ser cinza claro, enquanto as dos machos são brancas brilhantes. Os machos também têm uma proporção maior de área de superfície dorsal branca em relação às fêmeas. Foi relatado que as fêmeas têm marcas dorsais mais assimétricas, enquanto os machos têm marcas mais simétricas. Como todas as salamandras, elas passam por metamorfose, incluindo um estágio de vida aquática. Os juvenis têm manchas brancas que eventualmente se transformam em faixas à medida que atingem a idade adulta. Os adultos podem crescer até cerca de 11 cm (4 pol.), Pequeno em comparação com outros membros do gênero. Como a maioria das salamandras-toupeira, é reservada, passando a maior parte da vida debaixo de troncos ou em tocas.

## Habitat e alcance
As salamandras marmorizadas são encontradas no leste dos Estados Unidos, do sul da Nova Inglaterra ao norte da Flórida e do oeste até Illinois e Texas. Seus habitats são bosques úmidos, florestas e locais com solo macio e úmido. As áreas sazonalmente inundadas são essenciais para a reprodução, mas as salamandras adultas são terrestres. Como muitas salamandras, as salamandras marmorizadas têm glândulas venenosas para deter predadores.
A salamandra marmorizada é a salamandra estadual da Carolina do Norte.

## Ciclo de vida e reprodução

### Ciclo de vida

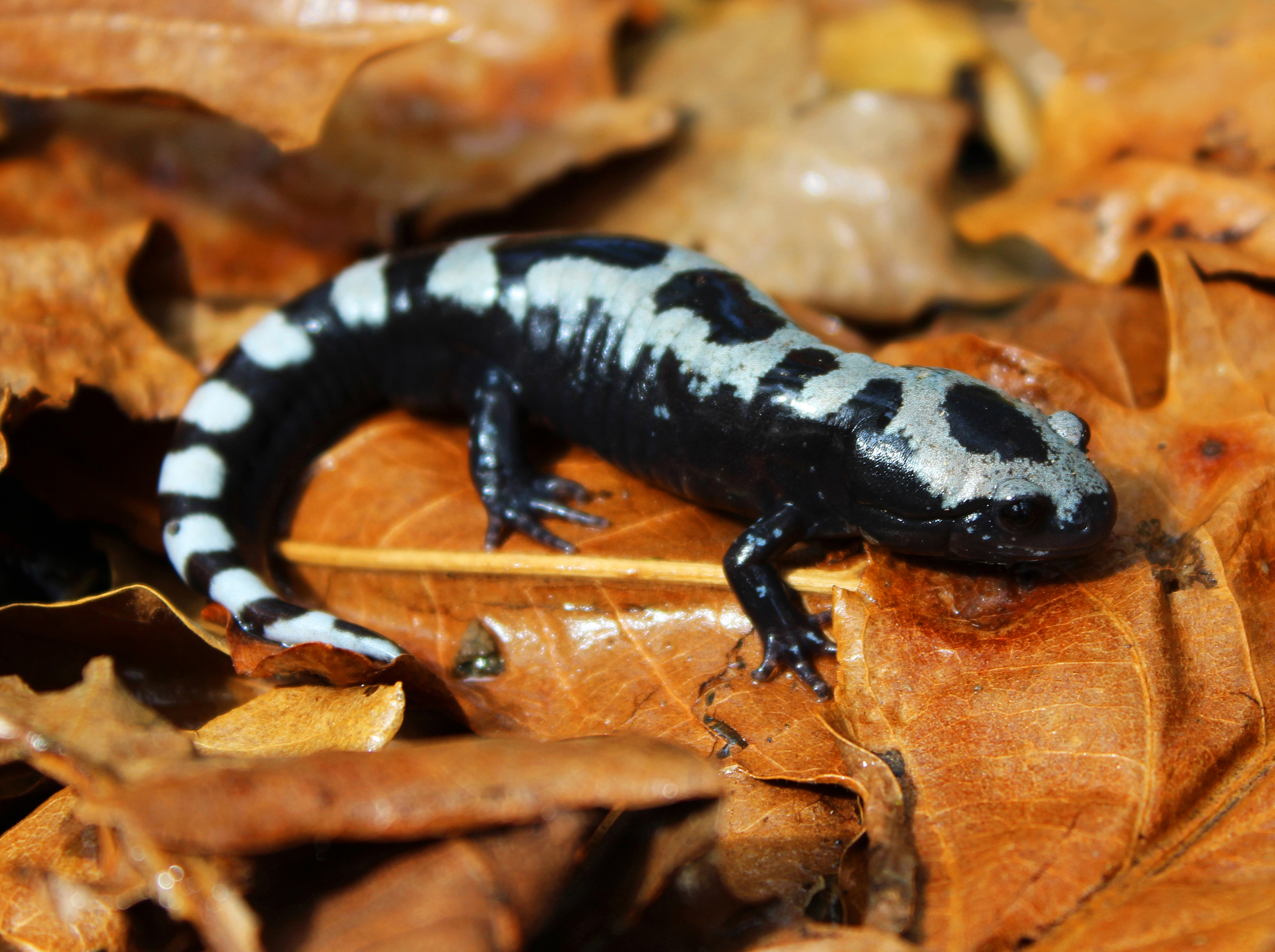
Salamandra marmorizada adulta.

Os primeiros meses que as Salamandras Marmorizadas passam vivendo fora da água são os mais importantes para determinar quantas sobreviverão até a próxima estação reprodutiva. Salamandras marmorizadas não são escavadores fortes, portanto dependem de buracos existentes no solo para se abrigar. A dessecação, o estresse térmico, a umidade do solo, a temperatura e o pH são fatores importantes para determinar se uma salamandra marmorizada sobreviverá. As chances de sobrevivência são baixas para as salamandras marmorizadas que viajam pelos campos, no entanto, foi observado que elas atravessam os campos para encontrar outras áreas de lagos. Salamandras marmorizadas sobrevivem melhor em um habitat florestal, em comparação com um campo aberto. Proteger as zonas húmidas é fundamental para a sobrevivência desta espécie. Os conservacionistas recomendam deixar uma zona tampão de floresta em torno das zonas húmidas para aumentar a sobrevivência das salamandras marmorizadas. Também foi demonstrado que as salamandras marmorizadas machos têm uma sobrevivência maior do que as fêmeas. Salamandras marmorizadas nas porções norte de sua distribuição também podem entrar em estado de torpor para sobreviver aos meses frios.
Os adultos passam a maior parte do tempo em tocas ou sob troncos, como é o caso da maioria das salamandras-toupeira. Salamandras marmorizadas juvenis eclodem mais cedo em comparação com a maioria das salamandras e ganham uma vantagem de tamanho alimentando-se e crescendo por vários meses antes que as salamandras Jefferson e as salamandras pintadas eclodam no final da primavera. As larvas normalmente amadurecem em até dois meses na parte sul de sua área de distribuição, mas levam até seis meses para amadurecer na parte norte. As salamandras marmorizadas, como outros membros deste gênero, têm uma expectativa de vida relativamente longa, de 8 a 10 anos ou mais.

#### Reprodução

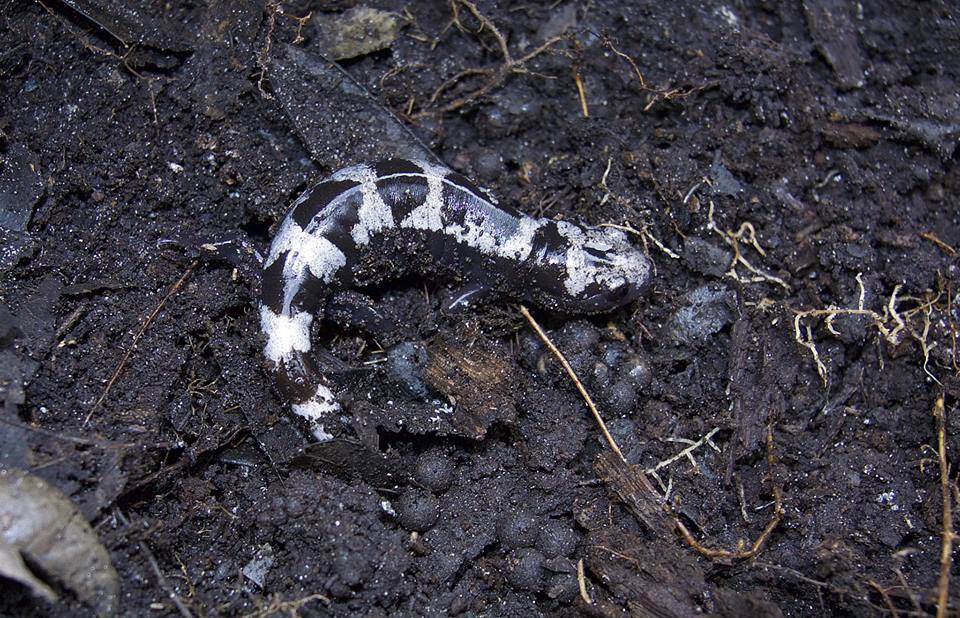
Fêmea adulta com ovos.

As salamandras marmorizadas migrarão para bacias sazonais no final do verão e início do outono, onde cortejarão e depositarão ovos. O namoro desta espécie ocorre em terra. Os machos competirão batendo de frente e bloqueando o movimento de outro macho com sua cauda. Ao cortejar a fêmea, o macho cutuca a cloaca da fêmea com o focinho, com a intenção de que a fêmea responda da mesma forma. Esse movimento de vai e vem tem a aparência de uma dança enquanto as duas salamandras circulam uma em torno da outra. Essa exibição culmina com o macho depositando um espermatóforo e a fêmea movendo-se para levá-lo para sua cloaca. A fêmea põe então entre 50 e 200 ovos, muitas vezes permanecendo com eles até o ninho inundar. Uma característica comportamental de cuidado parental bastante única das Salamandras Marmorizadas é que, quando as mães ficam com seus ovos, enrolam seus corpos em torno dos ovos para formar uma tigela para coletar água sobre os ovos. A água deve fazer contato prolongado com os ovos para que eles comecem a eclodir.
No entanto, foi observado que as fêmeas podem abandonar os ovos antes que ocorram inundações. As salamandras marmorizadas fêmeas têm um apego muito baixo aos ovos e abandonam o ninho após uma perturbação. Também foi observado que eles abandonam ninhos não perturbados. Quando a mãe sai do ninho, ela deixa os ovos vulneráveis à predação por outras salamandras, sapos e besouros.

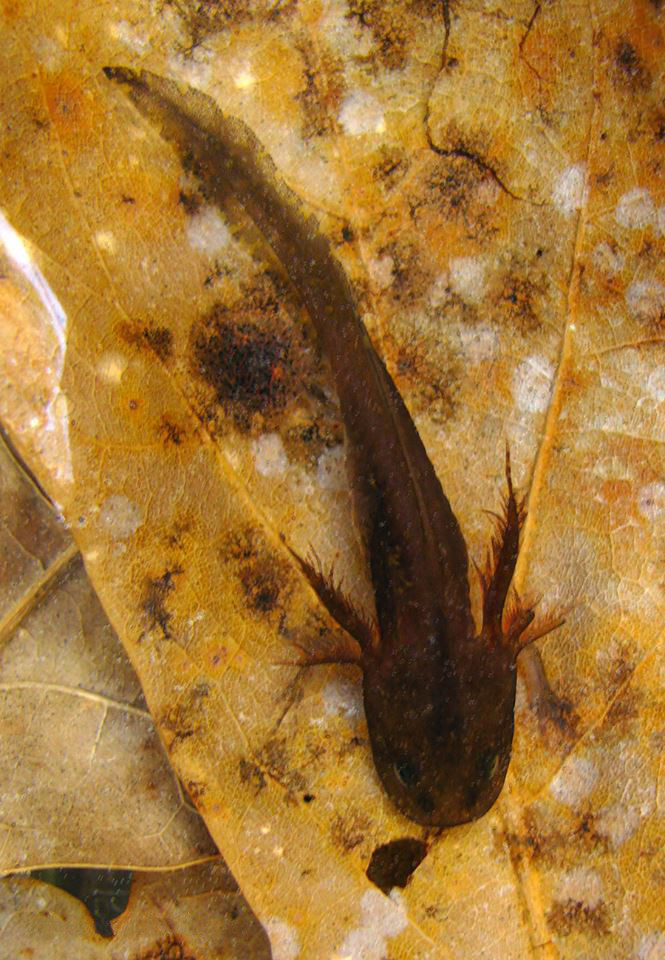
Larva de salamandra marmorizada.

O sucesso reprodutivo é altamente variável para a Salamandra Marmorizada. Em alguns anos, muitos juvenis sobreviverão, enquanto em outros anos a população reprodutora poderá sofrer uma falha catastrófica e muito poucos juvenis sobreviverão. Essas falhas catastróficas ocorrem aleatoriamente, mas descobriu-se que são influenciadas principalmente pela duração do hidroperíodo. Um hidroperíodo curto é a principal causa de falha catastrófica. Como as Salamandras Marmorizadas têm uma expectativa de vida relativamente longa, suas chances de extinção devido a falhas catastróficas são baixas. Se não procriarem com sucesso em um ano, estarão vivos no ano seguinte para tentar novamente. No entanto, se existirem outras complicações que afetem a sua sobrevivência, a possibilidade de uma falha catastrófica representa uma ameaça maior para a população em geral. Sobreviver em terra, fora da época de reprodução, é muito importante para manter a população estável.
Embora a maioria das salamandras marmorizadas retorne ao lago onde nasceram para procriar, algumas podem viajar mais de 1.000 metros para localizar um novo lago para procriar. Isso geralmente ocorre quando seu lago natal tem uma população pequena que pode não ter uma grande seleção de parceiros. Esta dispersão ajuda as populações de Salamandras Marmorizadas a evitar problemas genéticos, introduzindo novos genes na população. Esta dispersão também significa que é importante ver estas populações como uma metapopulação maior, em vez de se concentrar simplesmente numa única zona húmida.
Descobriu-se que as larvas das salamandras são positivamente fototáticas até desenvolverem completamente as patas traseiras, momento em que mudam e se tornam negativamente fototáticas.

## Alimentação
Os adultos se alimentam de invertebrados terrestres, como vermes, insetos, centopéias, outros artrópodes e moluscos (caracóis, lesmas). As larvas se alimentam de pequenos animais aquáticos (zooplâncton, principalmente copépodes e cladóceros), mas indivíduos maiores comem crustáceos maiores (isópodes, camarões-fada), insetos aquáticos, caracóis, vermes oligoquetas e também ovos e larvas de outros anfíbios.
As salamandras marmorizadas são consideradas um predador fundamental porque alteram a capacidade competitiva de suas presas, permitindo que outras espécies de presas prosperem.

## Evasão de predadores
Quando A. opacum está sob ataque de um predador, eles geralmente exibem chicotadas na cauda, cabeçadas, enrolamento do corpo ou potencialmente ficam imóveis. Acredita-se que esses movimentos defensivos chamem a atenção para a cauda, que possui glândulas granulares que produzem secreções nocivas para se protegerem. Embora alguns predadores tenham aprendido a comer o corpo das salamandras marmorizadas e a deixar a cauda, isso ainda é um impedimento para muitos predadores. Um problema com as glândulas granulares que as Salamandras Marmorizadas possuem é que as secreções são reduzidas após múltiplos ataques, tornando-as mais vulneráveis.

## Bioluminescência

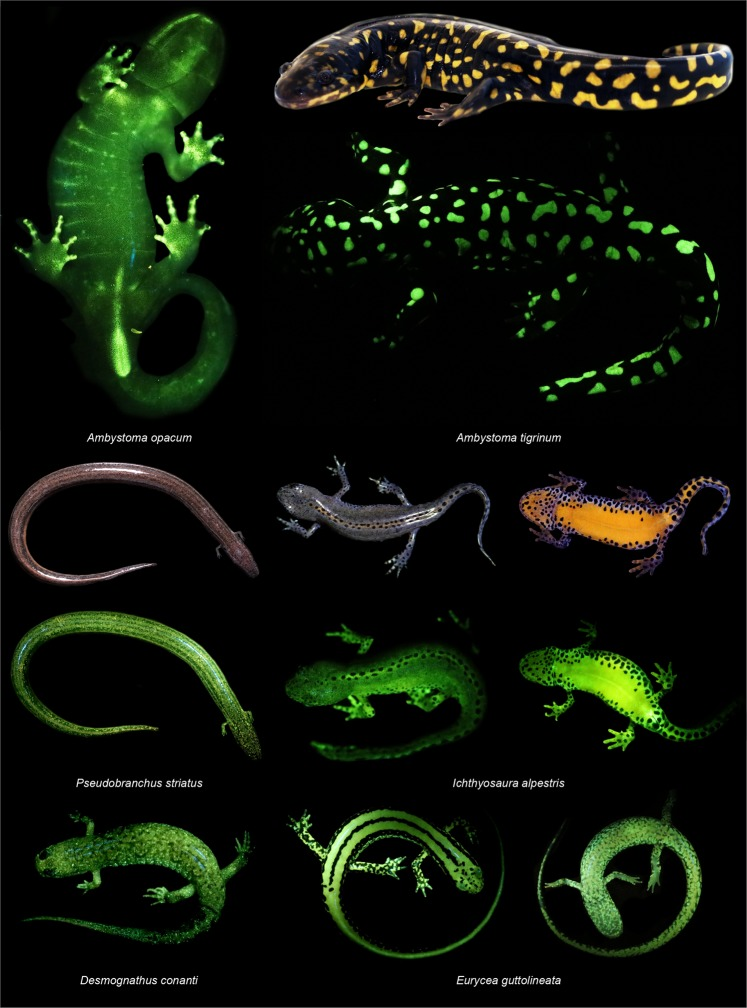
Diversas espécies, incluindo a Salamandra Marmorizada (canto superior esquerdo), exibindo bioluminescência.

Descobriu-se que salamandras marmorizadas exibem bioluminescência proeminente sob excitação ultravioleta ao longo dos ossos de seus dedos e da região cloacal de machos e fêmeas. Eles também têm secreções semelhantes a muco que florescem em verde. Teoriza-se que a bioluminescência pode auxiliar na seleção sexual, mimetismo, camuflagem e comunicação.